# سلمى أنور
سلمى أنور هي كاتبة مصرية وباحثة في علم الاجتماع السياسي وُلدت بمحافظة القاهرة عام 1981، وتخرجت من كلية الاقتصاد والعلوم السياسية بجامعة القاهرة عام 2002، ثم حصلت على درجة الماجستير في حقوق الإنسان من أيرلندا عام 2005.

## مسيرتها المهنية
عملت سلمى أنور كمحررة ومترجمة بالاذاعه المصرية، ونُشرت مقالاتها في العديد من المجلات والصحف والمواقع الإلكترونية المصرية والعربية من بينها جريدة الوطن، وجريدة أخبار اليوم.

## كتاباتها ومؤلفاتها
ألفت سلمى أنور العديد من المؤلفات التي تنوعت ما بين المقالات، والروايات، والمجموعات القصصية، والنصوص الشعرية، ومن أهمها:
- الله الوطن أما نشوف: صدرت عام 2009 عن دار دوّن للنشر والتوزيع بالقاهرة.[1]
- نابروجادا (رواية): صدرت عام 2015 عن دار دوّن للنشر والتوزيع بالقاهرة.[2]
- الصعيد في بوح نسائه (سلسلة مقالات): صدر عام 2017 عن مؤسسة بتانة الثقافية بالقاهرة.[3][4]
- سأعيد طروادة إلي أهلها .. ثم أحبك (شعر): صدر عام 2017 عن الهيئة المصرية العامة للكتاب بالقاهرة.[5]
- ماتريوشكا .. نساء داخل نساء (رواية): صدرت عام 2018 عن دار دلتا للنشر والتوزيع بالقاهرة خلال معرض القاهرة الدولي للكتاب.[6][7][8]

## الجوائز والتكريمات
حصلت سلمى أنور في 26 يونيو 2021 على قلادة تاميكوم من الطبقة الفضية وأُدرج اسمها في قائمة الشرف الوطني المصري فرع الادباء والمفكرين.